# Sueño del alma
La doctrina del sueño del alma entre la muerte y la resurrección es una enseñanza de ciertas ramas del protestantismo. De acuerdo con la teoría que estos proclaman, los muertos no van al cielo, sino que duermen en el polvo, hasta el día del Juicio Final y la resurrección de los muertos.
El término, también llamado mortalismo cristiano es la creencia protestante de que el alma humana no es naturalmente  inmortal y puede incluir la creencia de que el alma está "durmiendo" después de la muerte hasta la Resurrección de los muertos y el Juicio Final, una época conocida como Estado intermedio. "Sueño del alma se utiliza a menudo como un término peyorativo, por lo que el término más neutro "mortalismo" también se utilizó en el siglo XIX, y "mortalismo cristiano" desde la década de 1970.  Históricamente también se utilizó el término psicopannychismo, a pesar de los problemas con la etimología y aplicación. También se ha utilizado el término tnetopsiquismo; por ejemplo, Gordon Campbell (2008) identificó a John Milton como creyente en este último.
El mortalismo cristiano contrasta con la creencia cristiana tradicional de que las almas de los muertos van inmediatamente al cielo, o al infierno, o, en el catolicismo, al purgatorio. El mortalismo cristiano ha sido enseñado por varios teólogos y organizaciones eclesiásticas a lo largo de la historia, a la vez que se ha enfrentado a la oposición de aspectos de la religión organizada cristiana. La Iglesia católica condenó tal pensamiento en el Quinto Concilio de Letrán como "afirmaciones erróneas". Entre sus partidarios se encuentra la figura religiosa del siglo XVIII Henry Layton, entre muchos otros.

## Historia
La idea fue avanzado entre los protestantes primero por Martín Lutero, quien comparó la muerte al sueño del trabajador después de un duro día de trabajo. La idea no fue aceptada por la tradición luterana, y fue fuertemente rechazada por Calvino en su "Vigilia de la noche del alma."
La idea encontró más aceptación entre los anabaptistas, bautistas y radicales. Partidarios notables de mortalismo cristiano, habían incluido John Milton, Thomas Hobbes e Isaac Newton. Durante el siglo XIX la enseñanza de la inmortalidad condicional, y del sueño de los muertos antes de la resurrección, comenzó a hacer incursiones en la Iglesia Episcopal. Ejemplos de esta tendencia incluyen E.W. Bullinger, y en el siglo XXI el obispo de Durham N.T. Wright.

## Puntos de vista cristianos

### SigloII
En la segunda mitad del siglo II, Taciano escribió: "El alma no es en sí misma inmortal... Si, en efecto, no conoce la verdad, muere y se disuelve con el cuerpo, pero resucita al fin del mundo con el cuerpo, recibiendo la muerte por castigo en la inmortalidad. Pero, por otra parte, si adquiere el conocimiento de Dios, no muere, aunque por un tiempo se disuelva." El contemporáneo de Tatiano Atenágoras de Atenas enseñó que las almas duermen sin sueños entre la muerte y la resurrección: "[L]os que están muertos y los que duermen están sujetos a estados similares, en lo que respecta al menos a la quietud y la ausencia de todo sentido del presente o del pasado, o más bien de la existencia misma y de su propia vida."
En los Diálogos de Octavio, se encuentra un relato de un debate entre un pagano y un cristiano por  Marco Minucio Félix; el cristiano en el debate toma el mortalismo como una cuestión de común acuerdo:

¿Pero quién es tan necio o tan bruto que se atreva a negar que el hombre, así como pudo ser formado por Dios en primer lugar, puede volver a ser formado; que no es nada después de la muerte, y que no era nada antes de empezar a existir; y que así como de la nada pudo nacer, de la nada puede volver a nacer?
Octavio, Capítulo XXXIV

### SiglosIIIalVII
El mortalismo en la iglesia primitiva en este período es atestiguado por Eusebio de Cesarea:

Por la misma época surgieron en Arabia otros que proponían una doctrina ajena a la verdad. Decían que durante el tiempo presente el alma humana muere y perece con el cuerpo, pero que en el momento de la resurrección se renovarán juntas. Y en aquel tiempo se reunió también un sínodo de considerable tamaño, y Orígenes, siendo invitado de nuevo allí, habló públicamente sobre la cuestión con tal efecto que las opiniones de los que antes habían caído cambiaron.
 Historia de la Iglesia, Libro VI, Capítulo 37

Este sínodo en Arabia habría sido durante el reinado del emperador Filipo el Árabe (244-249).  era de la opinión de que la terminología de Eusebio aquí, "el alma humana muere" era probablemente la de sus críticos más que la propia expresión de los cristianos árabes y era más probable que fueran simplemente "psicopaniquistas", creyentes en el "sueño del alma". 
Algunos escritores siríacos como Afraates, Efrén y Narsai creían en la dormición, o "sueño", del alma, en la que "...las almas de los muertos...están en gran parte inertes, habiendo caído en un estado de sueño, en el que sólo pueden soñar con su futura recompensa o castigos." Juan de Damasco denunció las ideas de algunos cristianos árabes como thnetopsychismo ("muerte del alma"). Eustracio de Constantinopla (después de 582) denunció esto y lo que llamó hipnopsiquismo ("sueño del alma"). El tema estaba relacionado con el de la intercesión de los santos. Los escritos del asceta cristiano Isaac de Nínive (m. 700), reflejan varias perspectivas que incluyen el sueño del alma.

#### Siglos IX al XV
El sueño del alma evidentemente persistió ya que varios escritores bizantinos tuvieron que defender la doctrina de la veneración de los santos contra los que decían que los santos duermen. Juan el Diácono (siglo XI) atacó a quienes "se atreven a decir que rezar a los santos es como gritar en los oídos de los sordos, como si hubieran bebido de las míticas aguas del Olvido. "
El papa Juan XXII causó inadvertidamente la polémica de la visión beatífica (1331-1334) al sugerir que los salvados no alcanzan la visión beatífica, o no "ven a Dios" hasta el Día del Juicio (en italiano: Visione beatifica differita, "visión beatífica diferida"), que era una opinión posiblemente consistente con el sueño del alma. El Sacro Colegio Cardenalicio celebró un consistorio sobre el problema en enero de 1334, y el Papa Juan concedió la interpretación más ortodoxa. Su sucesor, en ese mismo año, el Papa Benedicto XII, declaró que los justos ven el Cielo antes del juicio final. En 1336, el Papa Benedicto XII publicó la bula papal Benedictus Deus. Este documento definía la creencia de la Iglesia de que las almas de los difuntos van a su recompensa eterna inmediatamente después de la muerte, a diferencia de permanecer en un estado de existencia inconsciente hasta el Juicio Final. 

## Inmortalidad del alma
La creencia cristiana ortodoxa sobre el Estado intermedio entre la muerte y el Juicio final es la inmortalidad del alma seguida inmediatamente después de la muerte del cuerpo por el juicio particular. En el Catolicismo algunas almas permanecen temporalmente en el Purgatorio para purificarse para el Cielo (como se describe en el Catecismo de la Iglesia Católica, 1030-1032). La Ortodoxia Oriental, el Metodismo, el Anglicanismo, y el Mormonismo utilizan una terminología diferente, pero en general enseñan que el alma espera en la Morada de los Muertos, específicamente Hades o el Mundo de los Espíritus, hasta la resurrección de los muertos, los salvados descansando en la luz y los condenados sufriendo en la oscuridad.  Según James Tabor esta imagen ortodoxa oriental del juicio particular es similar a la judía del siglo I y posiblemente el Cristianismo primitivo concepto de que los muertos o " descansan en paz" en el Seno de Abraham (mencionado en el Evangelio de Lucas) o sufren en el Hades. Este punto de vista también fue promovido por Juan Calvino, aunque Calvino enseñó que la inmortalidad no estaba en la naturaleza del alma, sino que fue impartida por Dios.S fn  Teólogos reformados del siglo XIX como A. A. Hodge, W. G. T. Shedd y Louis Berkhof también enseñaron la inmortalidad del alma, pero algunos teólogos reformados posteriores como Herman Bavinck y G. C. Berkouwer rechazaron la idea como no bíblica. 
Los opositores de psychopannychismo (alma dormida) y thnetopsychismo (la muerte temporal del alma) incluyen la Iglesia católica  y la Iglesia Ortodoxa Oriental (que también enseñan acerca de la Intercesión de los santos, relacionada con este tema), la mayoría de las denominaciones del Protestantismo Tradicional, y la mayoría de los protestantes conservadores,  evangelicales y  fundamentalistas.

## Iglesia Católica Romana
La Iglesia Católica Romana ha calificado el sueño del alma como una grave herejía:

Considerando que algunos se han atrevido a afirmar acerca de la naturaleza del alma razonable que es mortal, nosotros, con la aprobación del sagrado concilio condenamos y reprobamos a todos aquellos que afirman que el alma intelectual es mortal, viendo, según el canon del papa Clemente V, que el alma es... inmortal... y decretamos que todos los que se adhieran a afirmaciones tan erróneas sean rechazados y castigados como herejes.
 Quinto Concilio de Letrán (1513)